# 랏차부리주
랏차부리주(태국어: ราชบุรี, Ratchaburi Province)는 태국 중부의 주(짱왓)이다. 이웃하는 주로는 깐차나부리 주, 나콘빠톰 주, 펫차부리 주, 사뭇사콘 주, 사뭇송크람 주가 있다. 서쪽으로는 미얀마의 타닌타리 구와 경계를 접한다.

## 어원
‘랏차’라는 말은 산스크리트어의 ‘라자’(Raja)에서 온 말이로 왕 또는 왕가를 의미하며, 부리라는 말도 산스크리트어의 ‘푸리’(puri)에 왔으며, ‘도시’를 의미한다. 그리하여 랏차부리라는 말은 ‘왕도’를 의미한다.

## 지리
이 지방의 동부는 매끌롱강의 평원을 포함하고 있으며, 끌롱강이 교차하고 있다. 가장 유명한 관광 목적지는 ‘담는 사두악 수장시장’이다. 이 지방의 서쪽은 산악지형이며, 딴나우시 산맥을 포함한다. 이 산맥들은 주로 석회석으로 형성되었기 때문에, 종유석 동굴이 여러 개 존재한다. 어떤 동굴들은 엄청난 수의 박쥐떼들이 살기도 하며, 저녁 때 벌레를 먹기 위해 떼지어 다니는 인상적인 광경을 연출하기도 한다. 카오빈 동굴과 같은 동굴은 관광객들이 쉽게 접근할 수 있는 동굴이다. 서쪽 지역의 주요한 강은 파치 강이다.
파치 강의 왼쪽 강안에는 참름 프라 끼앗 타이 쁘라찬 국립공원이 2003년이후 지정되어 있다. 이 공원은 384.39 km2 면적의 과거 공산당과 전쟁을 벌였던 숲을 보호할 예정이다.

## 역사
랏차부리 시의 역사는 드바라바띠 시대로 거슬러 올라간다. 그 당시 이곳은 몬 왕국의 중요한 도시였다. 현대의 쿠부아 시 근처에 유적이 남아있다. 전설에 의하면, 신화적인 수반나부미 왕국이 있었다고 전한다.

## 민족
인구의 1.1%는 산악 민족이며, 대부분 미얀마 국경 근처에 사는 카렌족들이다. 또한 몬족, 와족, 라오족, 크메르족 등이 이 지방에 산다.

## 상징
이 지방의 인장은 랏차부리가 왕의 도시라는 것을 의미하기 때문에 황검과 왕의 신발을 보여준다. 그 이름은 라마 1세가 이곳에서 태어났음을 보여주는 이름이다. 그리하여 이 지방의 슬로건은 다음과 같다.
아름다운 파타람의 여인들이여, 아름다운 반퐁의 여인들이여, 도기의 도시이자, 왓 카논의 그림자 연극을 볼 수 있고, 아름다운 동굴과 단는의 수상시장, 박쥐들, 맛있는 이속 고기를 먹을 수 있는 도시.
이 지방의 꽃은 핑크 샤워 나무이며, 이 지방의 나무는 라이시아 푸베센스이다.

## 행정 구역
이 지방에는 10개의 암프(군)가 있고, 104개의 땀본(면)이 있으며, 다시 935개의 무반 (행정 구역)(촌)이 있다.
| 1. 므앙랏차부리군 2. 촘부엥군 3. 수안푸엥군 4. 담는사두악군 5. 반퐁군 | 1. 방패군 2. 포타람군 3. 빡토군 4. 왓플렝군 5. 반카군 |

세 개의 테사반 므앙과 11개의 읍(테사반 땀본)이 있다.
- 랏차부리
- 반퐁
- 포타람

## 관광
- 담는 사두악 수상시장
- 와 프라 시 라타나 마하탓
- 왓 콩카람의 벽화

## 문화
- 랏차부리 관광 축제
- 포토와 수상 시장의 주말 시장
- 카오 호 또는 앙미통 축제